# Turmberg (Karlsruhe)
Der Turmberg (ehemals Hohenberg) ist der 257,2 m ü. NHN hohe Hausberg des Karlsruher Stadtteils Durlach in Baden-Württemberg.

## Geographie

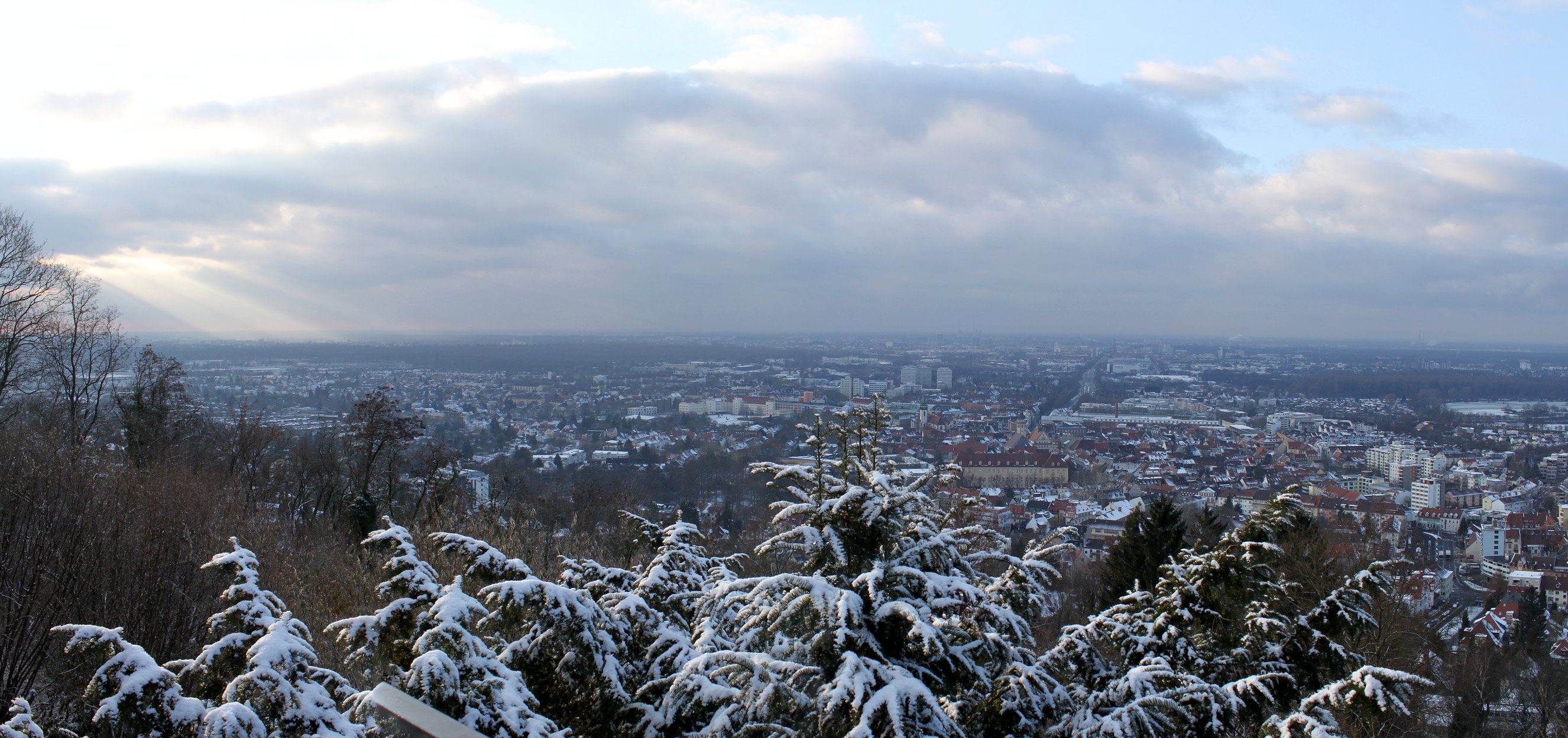
Ausblick in Richtung Karlsruhe

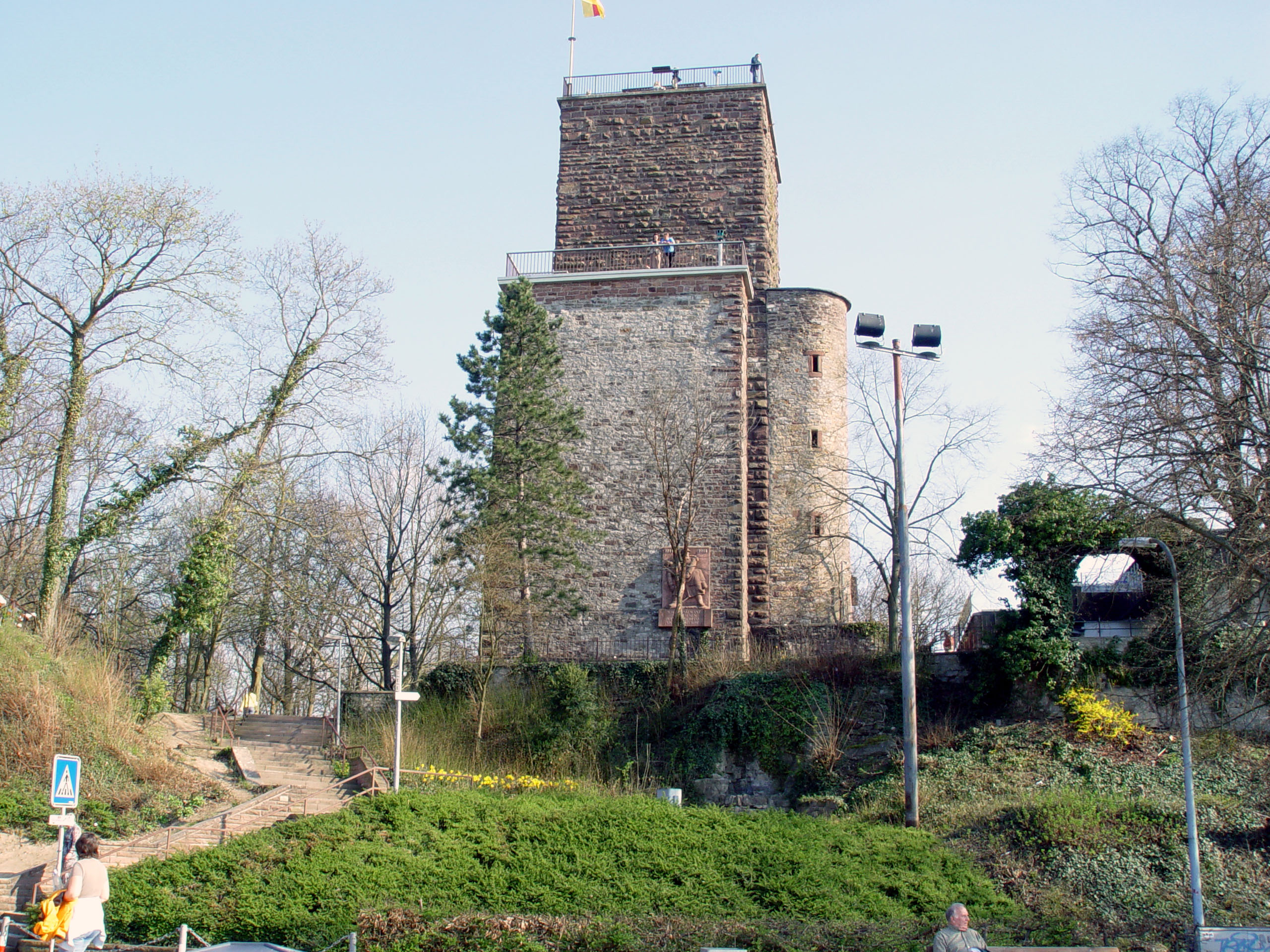
Ruine der Burganlage

Der Turmberg liegt im Grenzbereich vom Kraichgau zum Schwarzwald und gehört seit Januar 2021 zum Naturpark Schwarzwald Mitte/Nord. In der naturräumlichen Gliederung wird er dem Kraichgau zugerechnet. Daneben gibt es Darstellungen, die ihn als nördlichste Schwarzwaldhöhe ansehen. Der Berggipfel besteht, für den Schwarzwald untypisch, aus Muschelkalk.
Nordwestlich über westlich bis südlich am Berg liegt Durlach und nordöstlich mit Grötzingen ein weiterer Karlsruher Stadtteil.

## Bebauung
Auf dem Berg befindet sich die Turmberg-Ruine, deren verbliebener Turm als Aussichtsturm dient. Hinauf führte die Turmbergbahn, eine Standseilbahn aus dem Jahre 1888, die bis Ende 2024 in Betrieb war. Sie soll in den nächsten Jahren neu gebaut werden. 
Auf dem gipfelnahen Bereich vom Westsüdwesthang des Turmbergs befindet sich die Ruine Durlach, auch Turmberg oder Hohenberg genannt, deren  verbliebener Turm als Aussichtsturm dient. Er ist beliebtes Ausflugsziel und – bei klarer Sicht – geschätzter Aussichtspunkt mit Blick auf die etwa 140 m tiefer gelegene Rheinebene, hinüber zum Pfälzerwald und zum Elsass.
Unweit der Ruine liegt auf dem Gipfelplateau des Berges die 1953 erbaute Sportschule Schöneck des Badischen Fußballverbandes, in der sich unter anderem die Fußball-Weltmeisterschaftself von 1954 unter Sepp Herberger auf das WM-Turnier vorbereitet hat.
Auch der Waldseilpark Karlsruhe befindet sich neben einem großen Spielplatz im Wald des Turmberges.
Die am Hang des Turmbergs gelegenen Wohnviertel gehören mit ihrem Blick über die Rheinebene zu den beliebten Prominenten- und Villenvierteln von Karlsruhe. Auf der Hochfläche einen Kilometer südöstlich des Turmbergs liegt der in der zweiten Hälfte des 18. Jahrhunderts auf Betreiben von Markgräfin Karoline Luise eingerichtete Rittnerthof, der Anfang des 20. Jahrhunderts von den Architekten Curjel & Moser für Eduard Merton umgebaut wurde. Auf einem 60.000 Quadratmeter großen parkähnlichen Teil des Anwesens mit eigenem Hubschrauberlandeplatz wohnte später der FlowTex-Geschäftsführer Manfred Schmider.

## Turmbergrennen

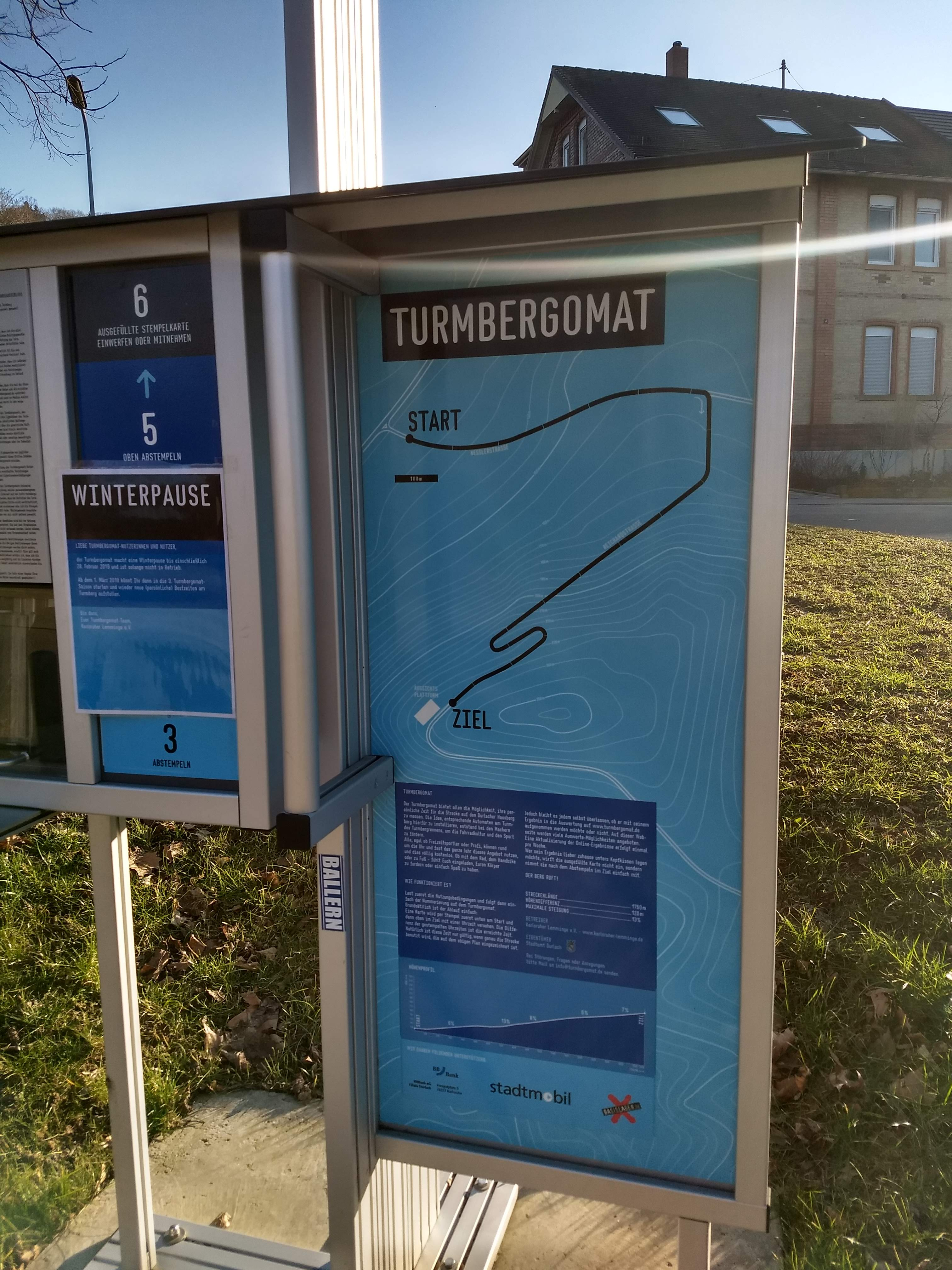
Talstation des Turmbergomats

Das Turmbergrennen findet seit 2000 statt und wird von der Radsportabteilung „die soffi“ der Karlsruher Lemminge ausgerichtet. Die Rennstrecke führt über eine Streckenlänge von rund 1800 Metern vom Nordwestfuß des Turmbergs in Durlach (Ecke Grötzinger Straße, Nesslerstraße) hinauf bis zur Bergstation der Turmbergbahn. Dabei müssen rund 120 Höhenmeter bei einer durchschnittlichen Steigung von 6,7 % überwunden werden. Die maximale Steigung beträgt 13 %. Das Rennen gliedert sich in ein Bergzeitfahren und ein bzw. zwei Ausscheidungsrennen.